# Armando Moisés Cascán Suso
Armando Moisés Cascán Suso (Logronyo, 26 de març de 1975) és un futbolista riojà. Ocupava la posició de porter.

## Trajectòria
Format al planter del CD Logroñés, a la campanya 94/95, mentre milita al filial, hi debuta a primera divisió amb l'equip riojà. Va ser al darrer encontre de la temporada, contra el Celta de Vigo, i el Logroñés, cuer de la taula, va caure per 0 a 3.